# بن إي كينغ
بن.ي كينغ (بالإنجليزية: Ben E King) مطرب جاز أمريكي ولد في نورث كارولينا في 28 سبتمبر عام 1938 . اسمه الحقيقي (بنيامين ايرل نيلسون-born Benjamin Earl Nelson) بلغ اوج شهرته عام 1961 عندما بدأت أغنيته «تمسكوا بي» في الاشتهار، حيث بلغ المطرب رقم واحد في المملكة المتحدة عام 1987.

## روابط خارجية
- بن إي كينغ على موقع IMDb (الإنجليزية)
- بن إي كينغ على موقع الموسوعة البريطانية (الإنجليزية)
- بن إي كينغ على موقع ميوزك برينز (الإنجليزية)
- بن إي كينغ على موقع قاعدة بيانات برودواي على الإنترنت (الإنجليزية)
- بن إي كينغ على موقع قاعدة بيانات برودواي على الإنترنت (الإنجليزية)
- بن إي كينغ على موقع إن إن دي بي (الإنجليزية)
- بن إي كينغ على موقع أول ميوزيك (الإنجليزية)
- بن إي كينغ على موقع ديسكوغز (الإنجليزية)
- بن إي كينغ على موقع قاعدة بيانات الفيلم (الإنجليزية)